# Ernest Lawson

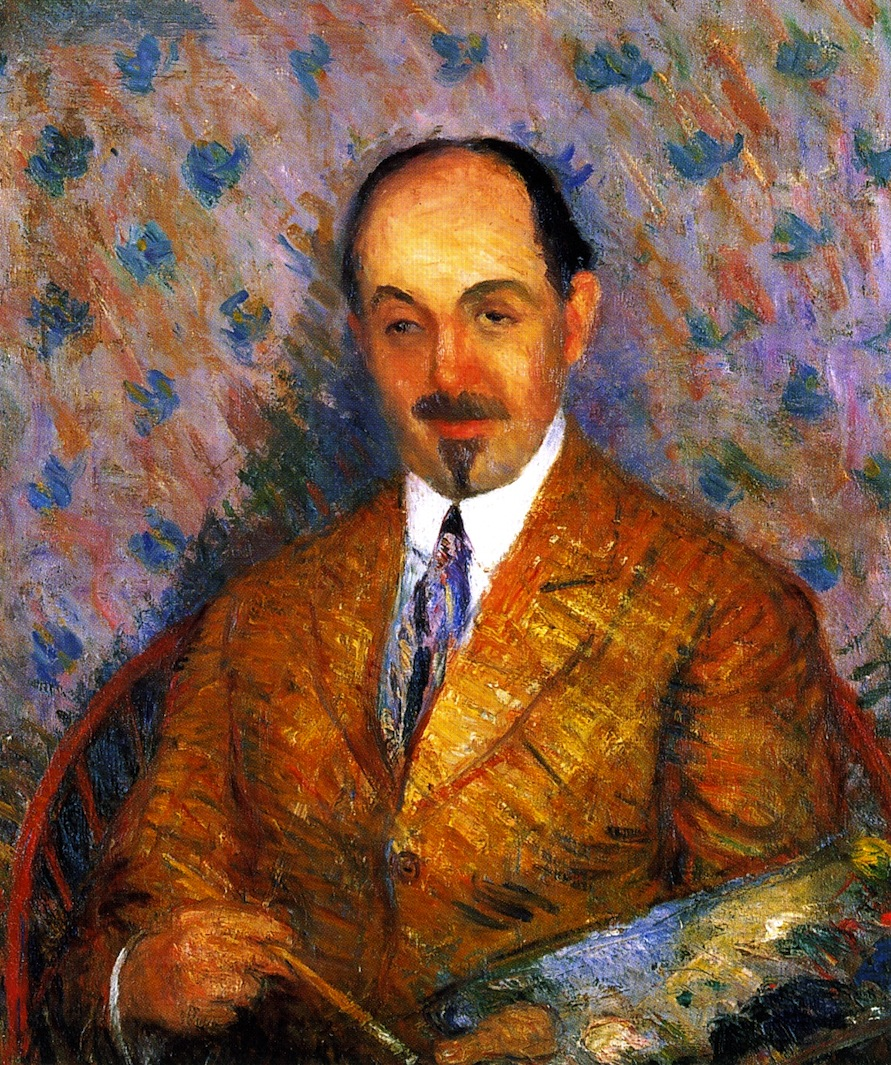
Ernest Lawson door William Glackens, 1910

Ernest Lawson (Halifax, Canada, 22 maart 1873 - Miami, 18 december 1939) was een Canadees kunstschilder. Hij was lid van de Ashcan School, die vooral bekendstond om haar realistische stadsscènes, maar werd zelf vooral bekend door zijn impressionistische landschappen.

## Leven en werk
Lawson verhuisde in 1888 van Canada naar Kansas City in de Verenigde Staten en in 1891 naar New York. Hij studeerde daar aan de Art Students League, samen met John Henry Twachtman, die hem bekend maakte met het impressionisme. Samen met Twachtman en Julian Alden Weir schilderde hij in de zomer van 1892 in  Greenwich, Connecticut, bij de Cos Cob Art Colony. In 1893 ging hij naar Parijs en schreef zich in bij de Académie Julian, waar hij studeerde onder Jean-Joseph Benjamin-Constant en Jean-Paul Laurens, en bekend raakte met het schilderen 'en plein air. Hij schilderde ook enige tijd in Moret-sur-Loing, samen met Alfred Sisley. In 1894 exposeerde hij in de Parijse salon.
In Parijs deelde Lawson zijn studio met de schrijver William Somerset Maugham en inspireerde deze tot het personage 'Frederick Lawson' in diens roman Of Human Bondage uit 1915.
In 1896 keerde Lawson terug naar Amerika en werkte in een eigen stijl die het midden hield tussen realisme, impressionisme en estheticisme. Hij reisde naar tal van steden en staten op zoek naar geschikte plaatsen om te schilderen, waarbij hij een opvallende voorkeur voor bruggen vertoonde. In 1907 had hij een grote solo-expositie bij de Pennsylvania Academy. In 1908 sloot hij zich via zijn vriend William Glackens aan bij de kunstschildervereniging 'The Eight', later de Ashcan School, hoewel hij daar qua stijl en onderwerpskeuze een buitenbeentje was. In 1913 nam hij deel aan de Armory Show.
In zijn latere levensjaren woonde Lawson in Florida, in de buurt van zijn opdrachtgeefsters en beschermvrouwen Katherine en Royce Powell, die hem behoedden voor financiële problemen. Hij leed in die tijd aan een zwakke gezondheid en verdronk in 1939 bij Miami Beach, op 66-jarige leeftijd.

## Galerij

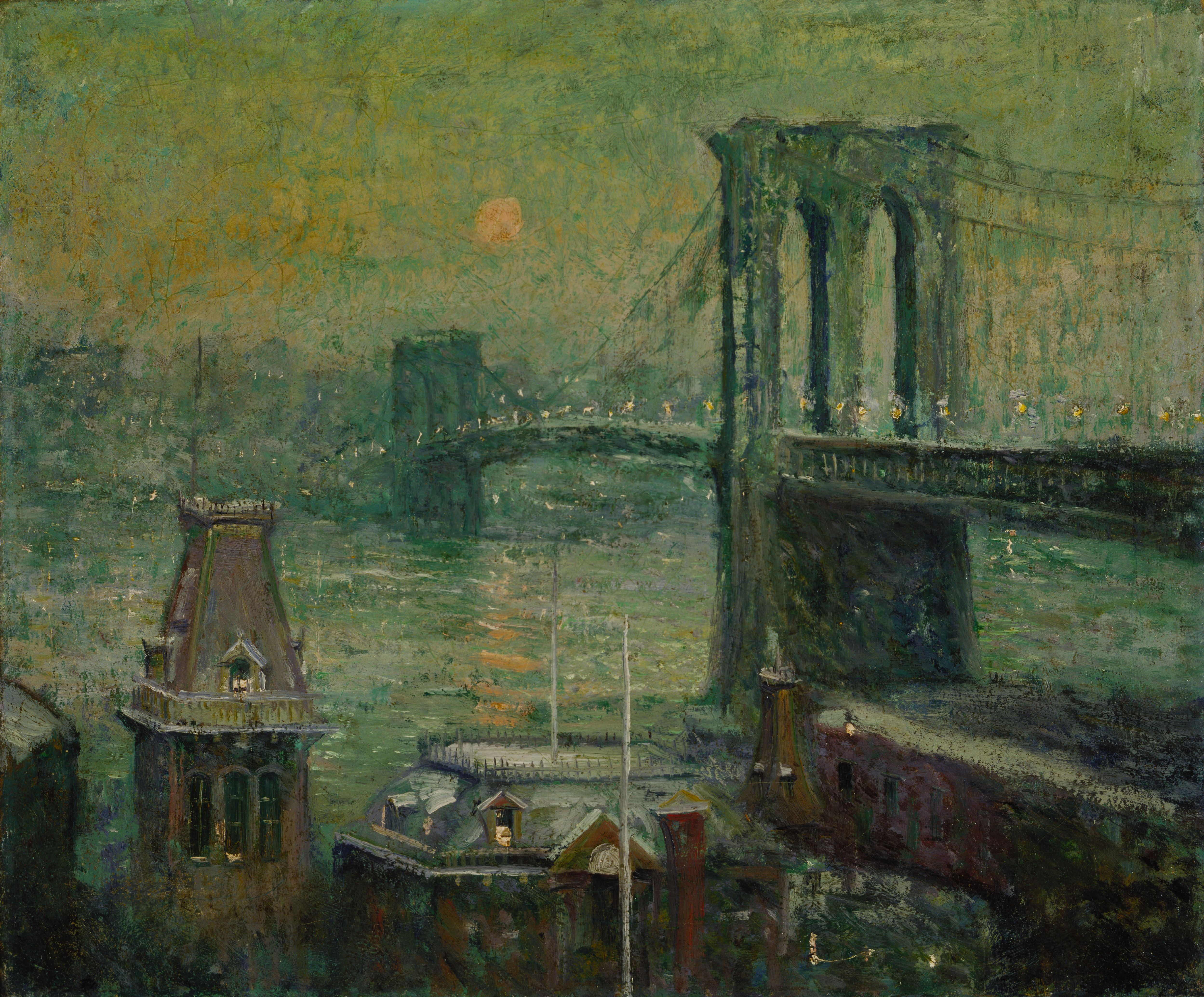
Brooklyn Bridge
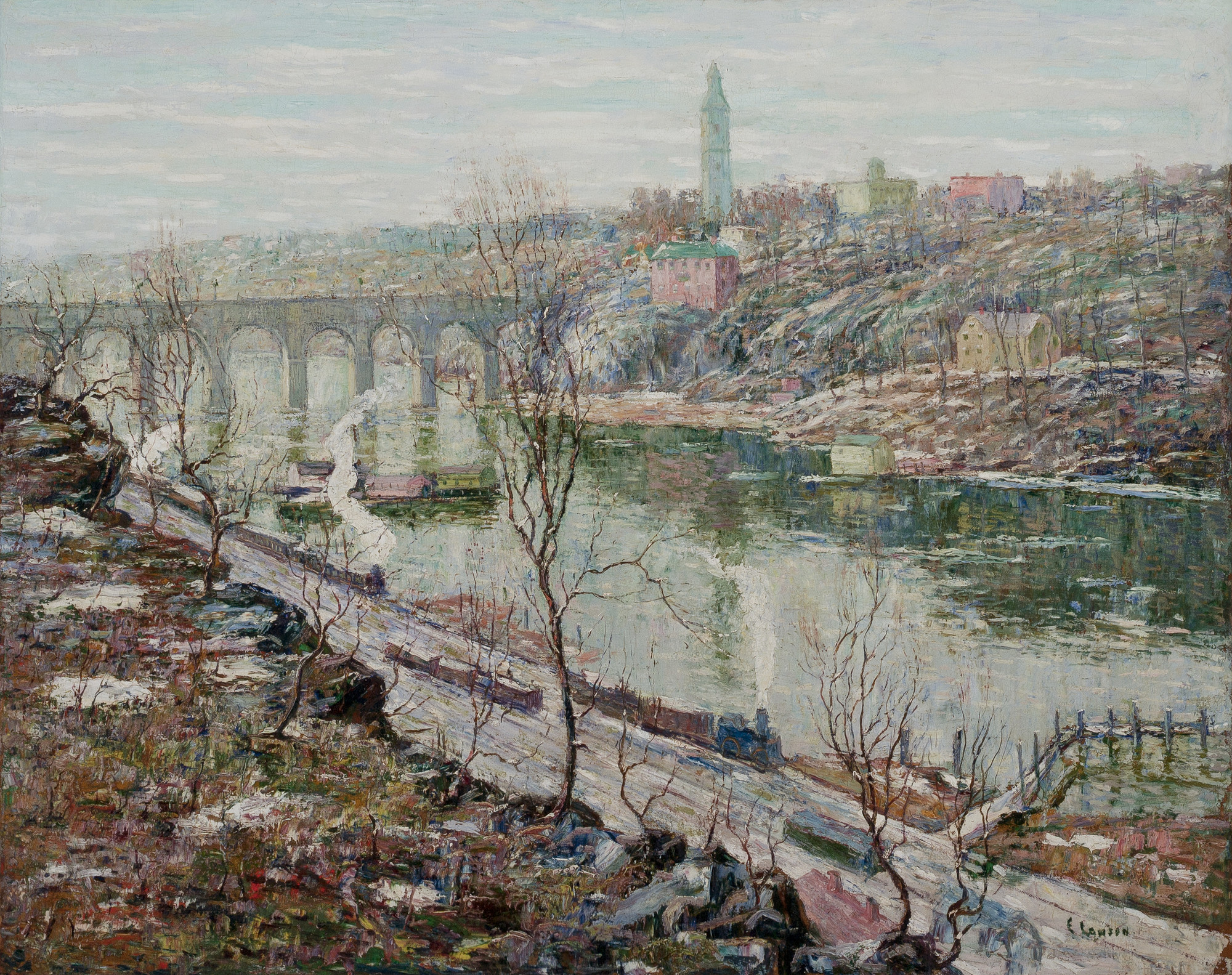
High Bridge, Harlem River
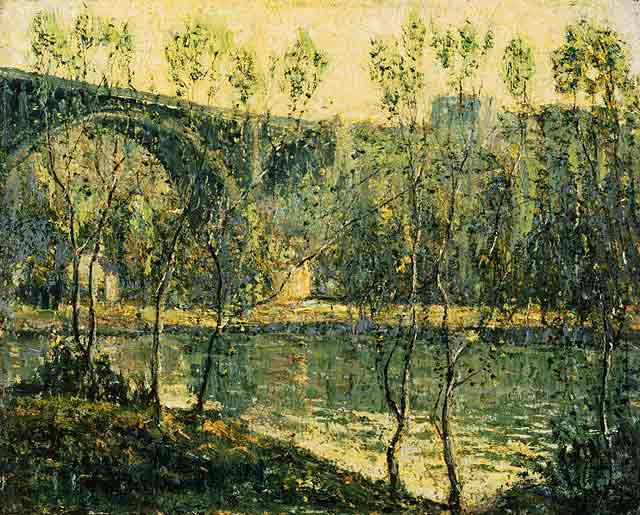
Spring Morning
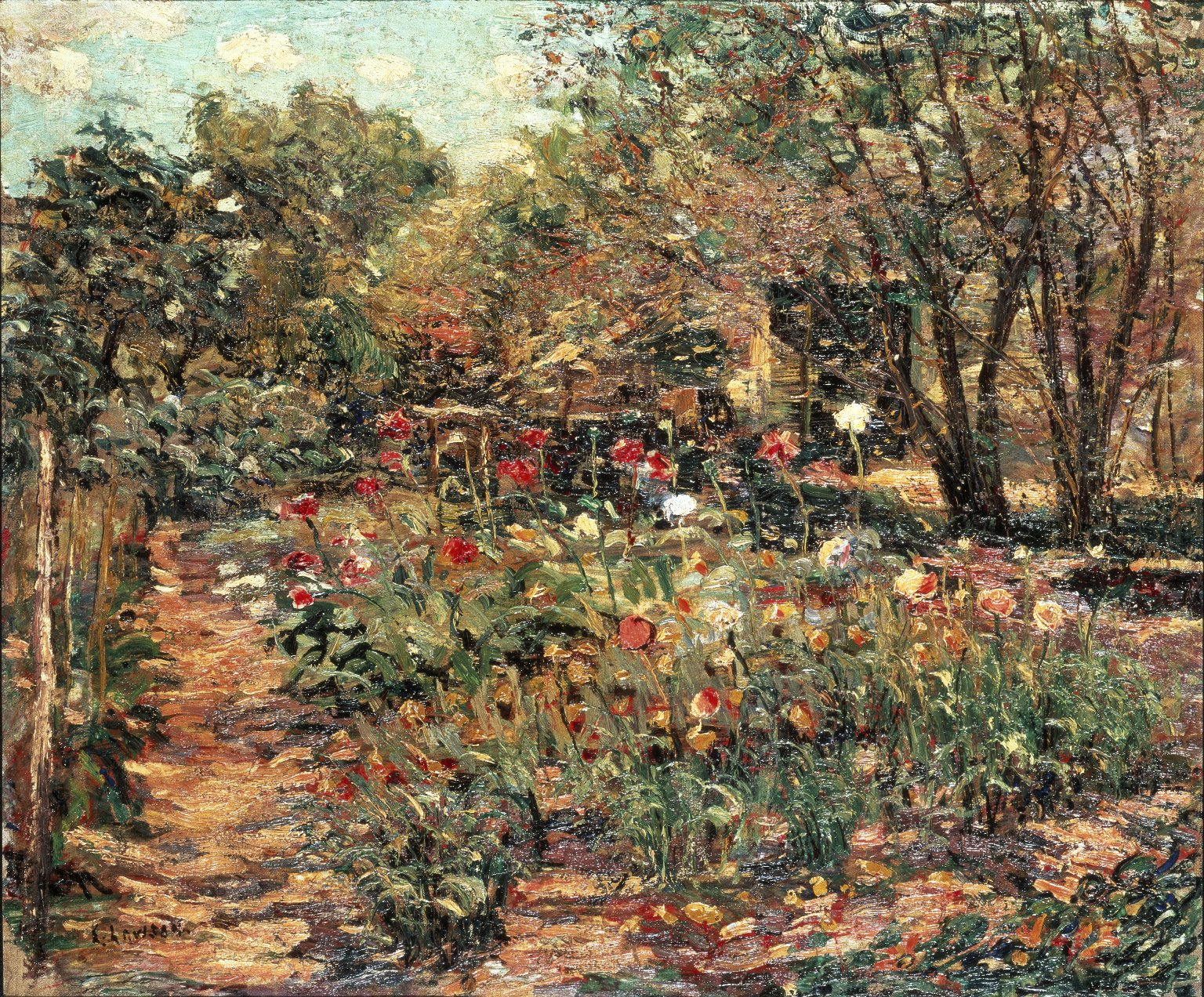
Garden Landscape
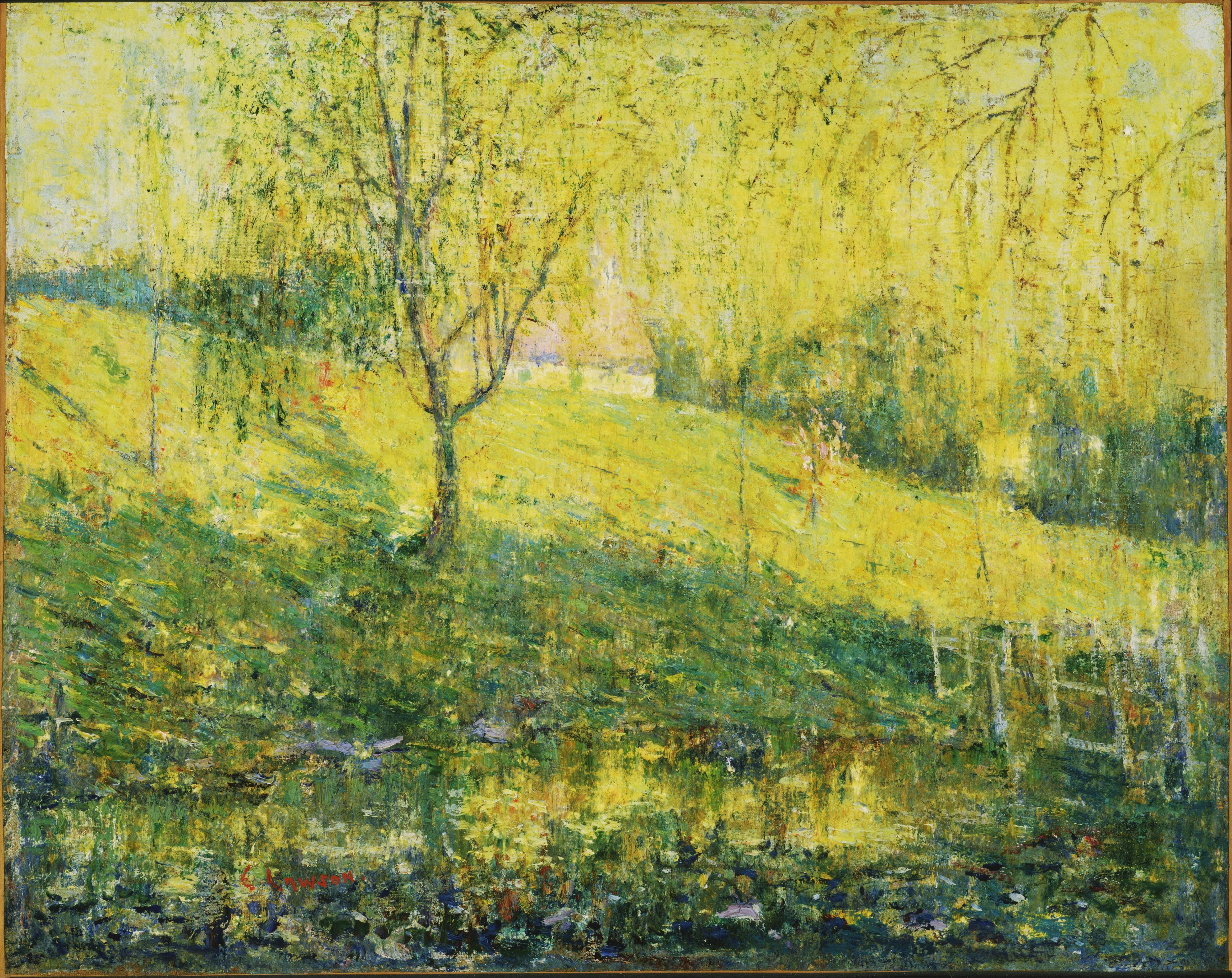
Spring
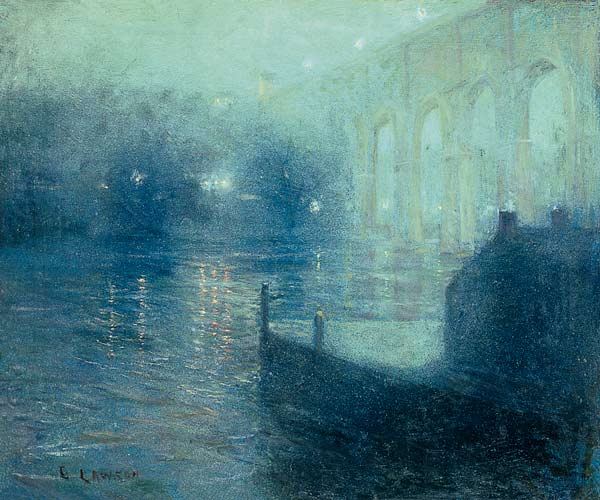
Harlem River at Night
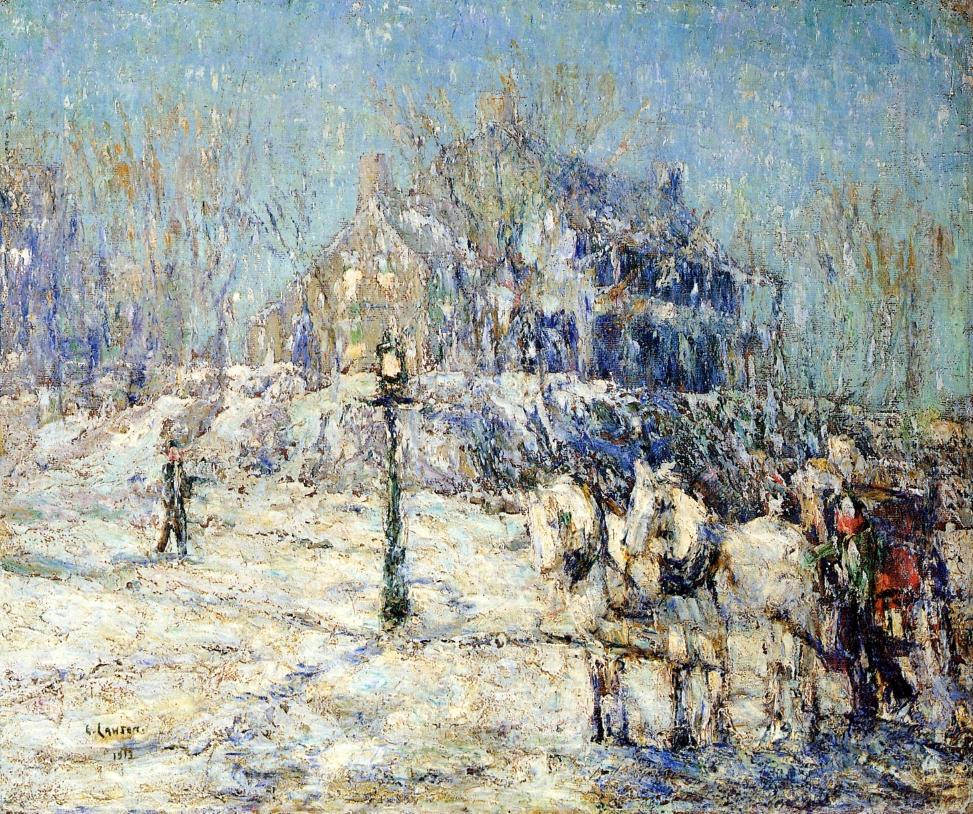
The Dyckman House
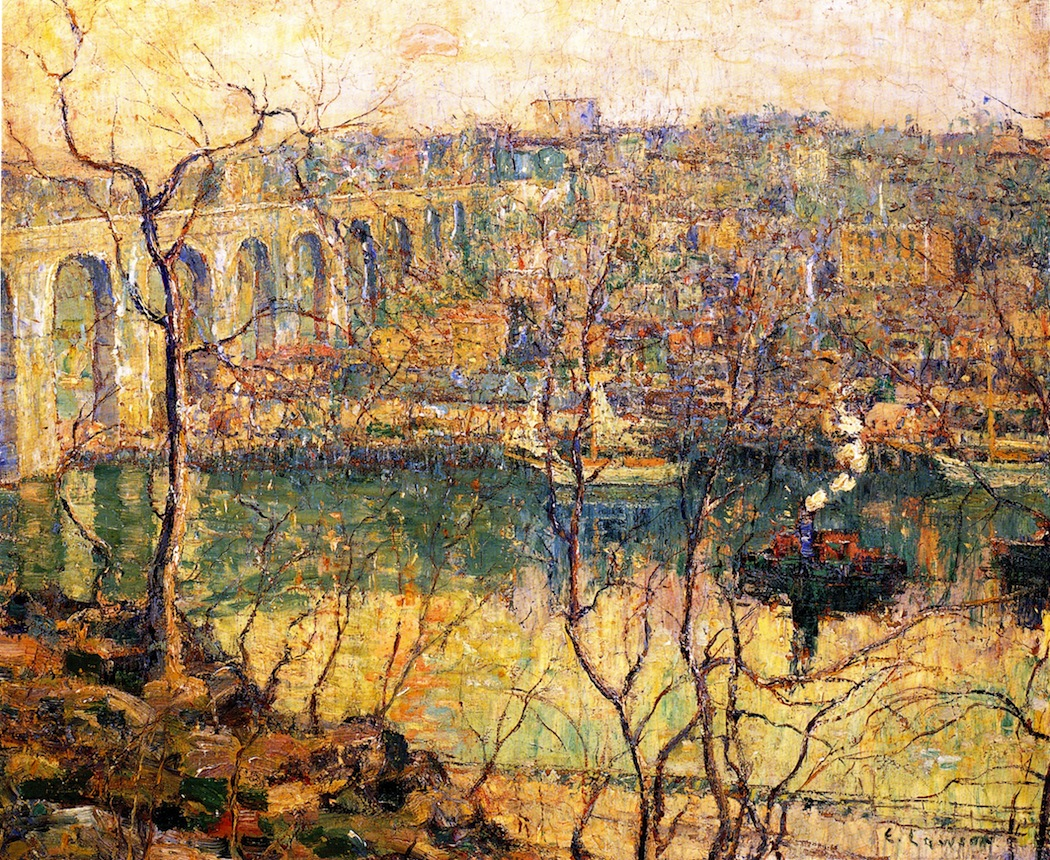
High Bridge, Early Moon
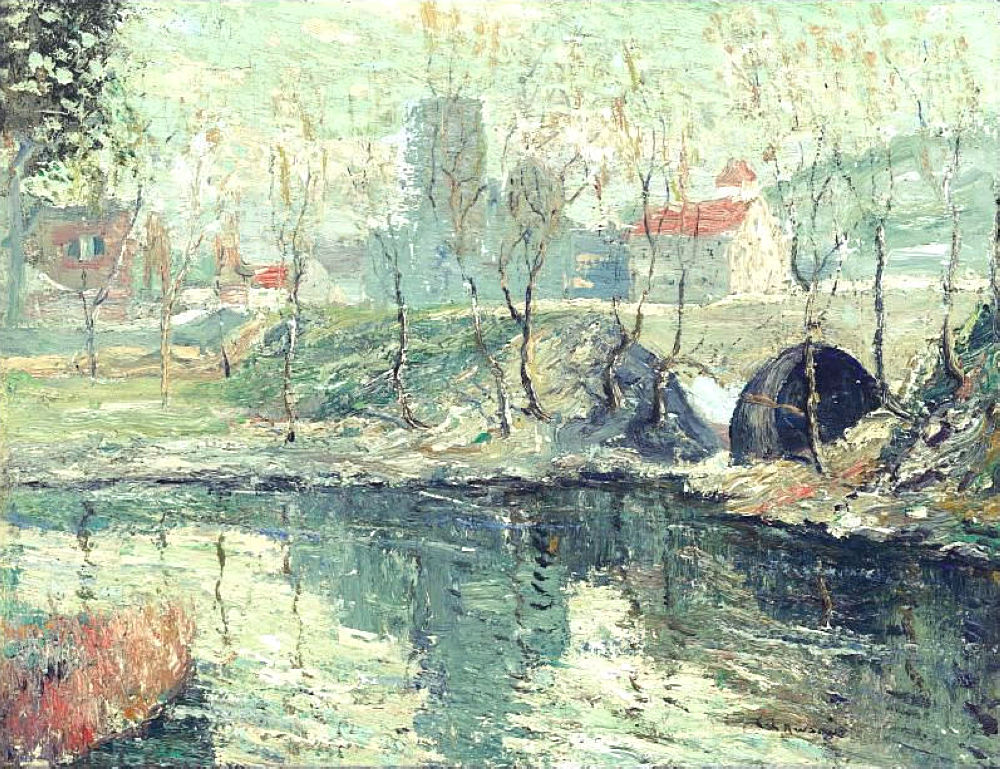
Misty Day in March
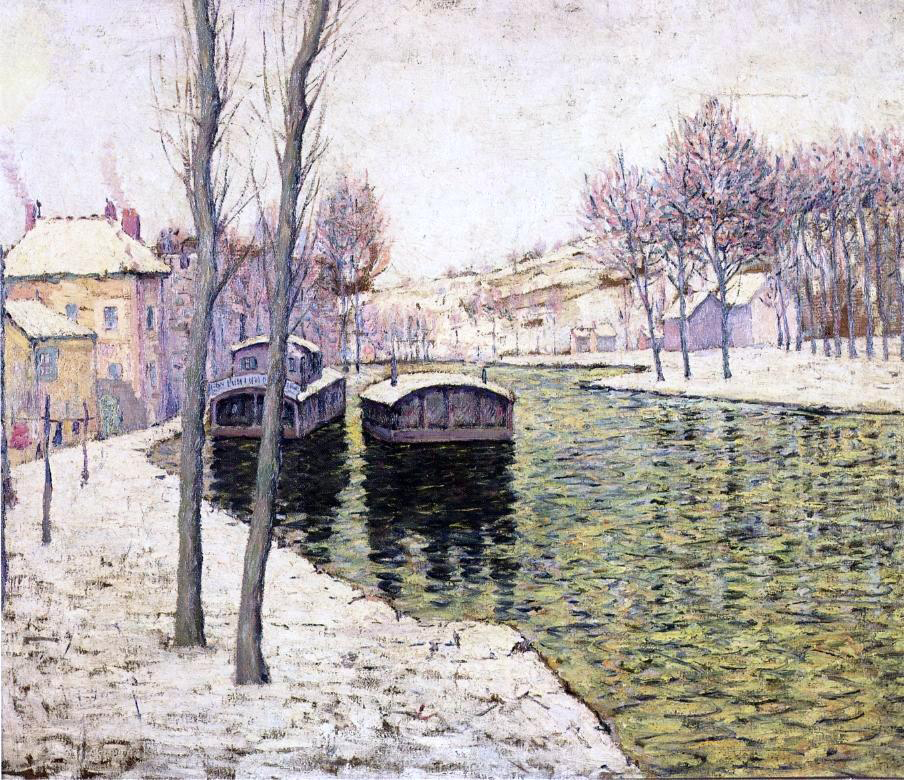
Barges on the Seine